# DBC Ballerups 3-dagesløb
DBC Ballerups 3-dagesløb er et banecykelløb der afholdes årligt over tre dage i Ballerup Super Arena, Danmark. Cykelklubben DBC Ballerup står bag løbet. Det køres både for herre og dame elite, et løb for miniryttere og et talentløb.
Idéen opstod efter nedlæggelsen af det københavnske seksdagesløb i 2019. Den første udgave af tredagesløbet fandt sted fra den 7. til 9. februar 2020. Selvom der var planlagt et løb efteråret samme år, måtte det aflyses på grund af coronaviruspandemien. Siden da er løbet blevet kørt om efteråret, tæt på seksdagesløbet i Gent, Belgien.

## Vindere

### Herrer elite
| År   | Vindere                                 | Andenplads                           | Tredjeplads                             |
| ---- | --------------------------------------- | ------------------------------------ | --------------------------------------- |
| 2020 | Yoeri Havik Jan-Willem van Schip        | Casper Pedersen Cees Bol             | Oliver Wulff Frederiksen Michael Mørkøv |
| 2021 | Michael Mørkøv Lasse Norman Leth        | Aaron Gate Matias Malmberg           | Yoeri Havik Jan-Willem van Schip        |
| 2022 | Fabio Van den Bossche Lindsay De Vylder | Matias Malmberg Jules Hesters        | Vincent Hoppezak Philip Heijnen         |
| 2023 | Niklas Larsen Michael Mørkøv            | Lasse Norman Leth Theodor Storm      | Aaron Gate Matias Malmberg              |
| 2024 | Tobias Aagaard Hansen Michael Mørkøv    | Lasse Norman Leth Robin Juel Skivild | Yoeri Havik Vincent Hoppezak            |

### Damer elite
| År   | Vindere                                 | Andenplads                            | Tredjeplads                      |
| ---- | --------------------------------------- | ------------------------------------- | -------------------------------- |
| 2020 | [[]] · [[]]                             | [[]] · [[]]                           | [[]] · [[]]                      |
| 2021 | Neah Evans Katie Archibald              | Amalie Dideriksen Josie Knight        | Nora Tveit Finja Smekal          |
| 2022 | Neah Evans Josie Knight                 | Marit Raaijmakers Amber van der Hulst | Sara Fiorin Valentina Basilico   |
| 2023 | Amalie Dideriksen Ellen Hjøllund Klinge | Marit Raaijmakers Michelle Andres     | Ida Fialla Anna Margrethe Hansen |
| 2024 | Neah Evans Josie Knight                 | Ellen Hjøllund Klinge Lisa van Belle  | Ida Fialla Anna Margrethe Hansen |